# Ariel Vromen

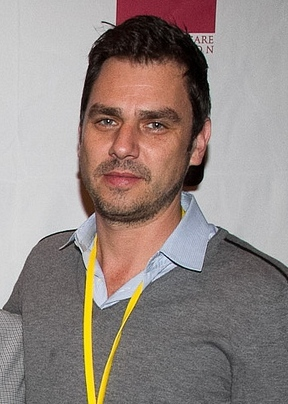
Ariel Vromen (2014)

Ariel Vromen (hebräisch אריאל ורומן; * 14. Februar 1973 in Israel) ist ein israelischer Regisseur, Drehbuchautor und Produzent. Bekannt wurde er durch Kinofilme wie Simple Lies, Visions – Die dunkle Gabe, The Iceman oder Das Jerico Projekt.

## Leben und Karriere
Ariel Vromen wurde 1973 in Israel geboren. 1977 zog seine Familie mit ihm nach Brasilien und kehrte Mitte der 1980er Jahre nach Israel zurück. Als Ariel 13 Jahre alt war, erhielt er eine Super-8-Filmkamera und damit erwachte sein Interesse am Kinofilm. Nach einem vierjährigen Dienst in der israelischen Luftwaffe zog er nach England, um Jura zu studieren. Während dieser Zeit spielte er als Schlagzeuger und unterrichtete Musik. Die Musik brachte ihn schließlich wieder zurück zur Kunst, zur Kreativität und zum Film.
Seit Anfang der 2000er Jahre ist Vromen im Filmgeschäft in verschiedenen Funktionen tätig. 2001 produzierte er mit Jewel of the Sahara einen Videokurzfilm, zu dem er auch das Drehbuch schrieb und die Regie führte. 2005 inszenierte er mit dem romantischen Thriller Simple Lies mit Eric Balfour, Colin Hanks und Lauren German seinen ersten Kinofilm. Darüber hinaus arbeitete er am Drehbuch mit. 2006 gelang ihm mit dem Horrordrama Visions – Die dunkle Gabe mit Marisa Tomei in der Hauptrolle der Durchbruch. Der Film gewann Preise auf dem San Diego Film Festival 2006 in den Kategorien Best Feature Film und Best Actress für die Schauspielerin Regina Hall.
2012 inszenierte Ariel Vromen das preisgekrönte Filmdrama The Iceman über den Schwerverbrecher Richard Kuklinski, in dem Michael Shannon, Winona Ryder und Chris Evans die Hauptrollen spielten. 

## Auszeichnungen
- 2006: Ehrung beim San Diego Film Festival mit dem Festival Award in der Kategorie Best Feature Film für seinen Film Visions – Die dunkle Gabe
- 2012: Ehrung beim Capri, Hollywood Festival mit dem Capri Breakout Director Award für seinen Film The Iceman

## Filmografie (Auswahl)
Regie
- 2005: Simple Lies (Rx)
- 2006: Visions – Die dunkle Gabe (Danika)
- 2012: The Iceman
- 2016: Das Jerico Projekt (Criminal)
- 2018: Der ägyptische Spion, der Israel rettete (The Angel)

Drehbuch
- 2005: Simple Lies (Rx)
- 2012: The Iceman

Produzent
- 2011: Skeptical (Dokumentarfilm)
- 2012: The Iceman
- 2016: The Last Shaman (Dokumentarfilm)
- 2019: Rambo: Last Blood